# 第一次王子之乱
第一次王子之乱，是朝鲜王朝太祖八年（明太祖洪武三十一年，公元1398年）发生的政变，又称戊寅靖社。

## 起因

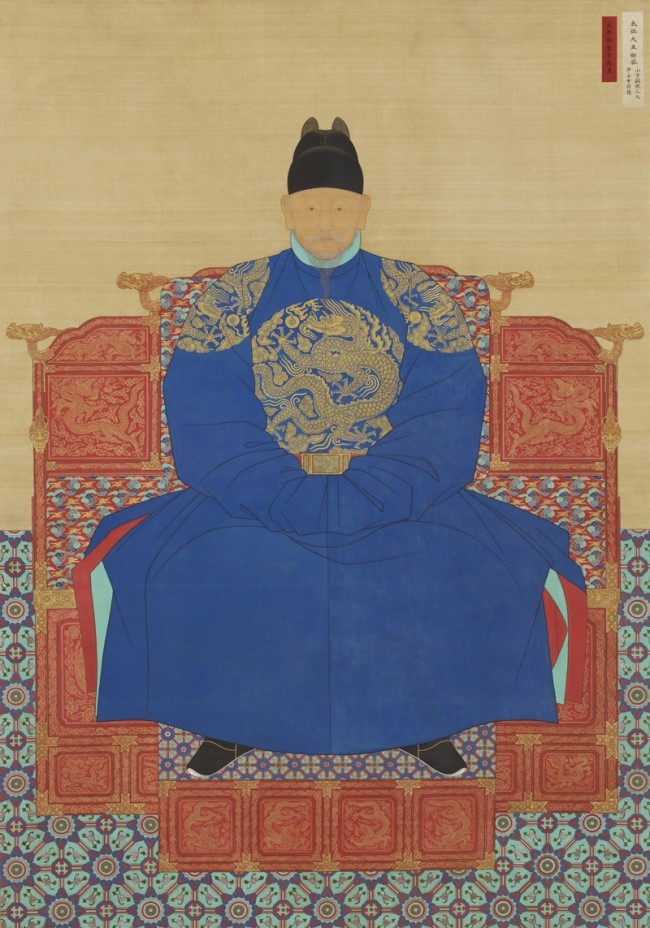
朝鲜太祖李成桂

朝鲜王朝开国君主李成桂有两个王妃。元配是承仁顺圣神懿王后安边韩氏，于恭让王二年去世，生有六个儿子，李芳雨、李芳果、李芳毅、李芳、李芳远、李芳衍。继妃是顺元显敬神德王后谷山康氏，生有两个儿子，即李芳蕃和李芳硕。
李成桂即位后不久，册封诸王子为君：长子李芳雨为镇安君（不久去世），次子李芳果为永安君兼义兴亲军卫节制使；三子李芳毅为益安君；四子李芳幹为怀安君，五子李芳远为靖安君（已故的六子李芳衍没有封号，后来在太宗年间追封为德安君），七子李芳蕃为抚安君兼义兴亲军卫节制使。但是在决定王世子的人选时，裴克廉、赵浚、郑道传等人建议以年龄和功劳两方面考虑，立长子李芳雨，或开国时功劳最多的李芳远。然而李成桂对康氏宠爱有加，康氏生有两个儿子，必立其中之一为世子。七子李芳蕃狂率无状，因此只被封为抚安君；最年幼的第八个儿子李芳硕当时只有十岁，最终在太祖元年八月二十日被李成桂册封为王世子。幕后的推动人物是郑道传。他主张君主应该中庸无为，以避免君臣政治冲突而造成的元气耗损。为此，郑道传不断怂恿李成桂册立生性文弱的李芳硕为世子，同时将李芳远等势力强大的王子彻底从政坛上隔离出去。
李芳硕被封为世子后，郑道传成为世子的老师，并先后被任命为门下侍郎赞成事、判都评议使司事、判户曹事、判尚瑞司事、普门阁大学士、知经筵艺文春秋馆事、判义兴三军府事等官职，封为奉化君，同时掌握着政权和军权，成为朝鲜第一权臣。郑道传主张“圣人君主论”、“宰相政治论”，要确立以宰相为中心的政治运营体制。他认为理想的政治制度是周代的冢宰，即以宰相为中心的政治制度，所以主张“人主以论相为职，宰相以正君为职，二者各得其职，然后体统正朝廷尊”，“宰相，天下之纪纲”，“政权不可不在宰相”。为了稳定新朝廷的政局，加强宰相的职权，郑道传重点打压李芳远这种野心勃勃、经常试图干预政事的王子，导致两人之间产生了无法调和的矛盾。在朝鲜王朝创建过程中立下功劳的李芳远对此心怀不满，终于在太祖七年（1398年）八月二十六日发动政变。

## 政变过程
李芳远发动政变时，李成桂正在病中。李芳远的府邸在汉城俊秀坊，坐落在景福宫西门迎秋门附近。李芳远因势力弱小而采取了先发制人的手段，召集府中私兵和守卫景福宫的禁军，袭击大臣郑道传。郑道传的家宅号为百子千孙堂，在汉城寿进坊。当时郑道传正在家中同世子李芳硕的丈人富城君沈孝生进行欢谈，乱兵杀进门来，遭受意外袭击一同身亡。朝鲜王朝建国的功臣宜城君南誾也因属于郑道传一派而被杀。接著，李芳远宣稱“李芳硕、郑道传谋反，图谋杀害王子”；不久，神德王后所生的兩个儿子李芳蕃、李芳硕也都被殺。这是李朝的第一次王子之乱。

## 后果
第一次王子之乱發生后，汉城沉浸在不安和恐慌的氛围中；掌握政权的芳远对郑道传非常仇恨，將他的住所没收改成宫中饲养马匹的司僕寺。在李芳远操纵下，李成桂被迫內禪王位予二子李芳果（嫡長子李芳雨早逝），李芳果即位，後稱定宗。
定宗不喜欢散发着血腥味的汉城。定宗元年（1399年）二月十五日，李芳果以参拜神懿王后韩氏的齐陵为由，前往开京，就在开城寿昌宫定居。二月二十六日，定宗召集群臣，以“鸟雀在景福宫筑巢”为由，决定把都城迁回开京。当时汉城的居民多是从开城迁过去的，听到还都之事，喜不自胜，纷纷带着家产行李离开汉城，络绎于路。当年三月七日，李成桂也被迫移宫。走过神德王后的贞陵前时，怎么也迈不开脚步，慨叹：“初次迁出汉阳不是我个人的意愿，是和国人们商议的。”李成桂回到开京后，住进侍中尹桓的故第，出入都选在天明之前或天黑之后，不欲使人见之，说：“我迁都汉阳后失去王妃和儿子，现在重新迁都，对都邑人们实在惭愧。”